# Luc Perrin
Luc Perrin (* 1958) ist ein französischer Historiker.

## Leben
Er besuchte die École normale supérieure de Saint-Cloud. Nach der Agrégation in Geschichte wurde er 1994 zum Maître de conférences an der Fakultät für katholische Theologie in Straßburg ernannt. Im selben Jahr promovierte er über Pariser Pfarreien und das II. Vatikanische Konzil (1959–1968) an der Universität Paris IV.
Luc Perrin ist Mitglied der Association française d’histoire religieuse contemporaine, der Carrefour d’Histoire Religieuse und der Groupe de la Bussière. Er ist Spezialist für die Zeitgeschichte des katholischen Klerus und für Traditionalismus in Frankreich und in der Welt.

## Schriften (Auswahl)
- L’affaire Lefebvre. Paris 1989, ISBN 978-2-204-03128-8.
- Au service de la mission. Robert Frossard. Paris 1991, ISBN 2-7082-2873-0.
- Paris à l’heure de Vatican II. Paris 1997, ISBN 2-7082-3283-5.
- als Herausgeber mit Michel Lagrée, Nicole Lemaître und Catherine Vincent: Histoire des curés. Paris 2002, ISBN 2-213-61212-9.